# Antiche unità di misura del circondario di Como

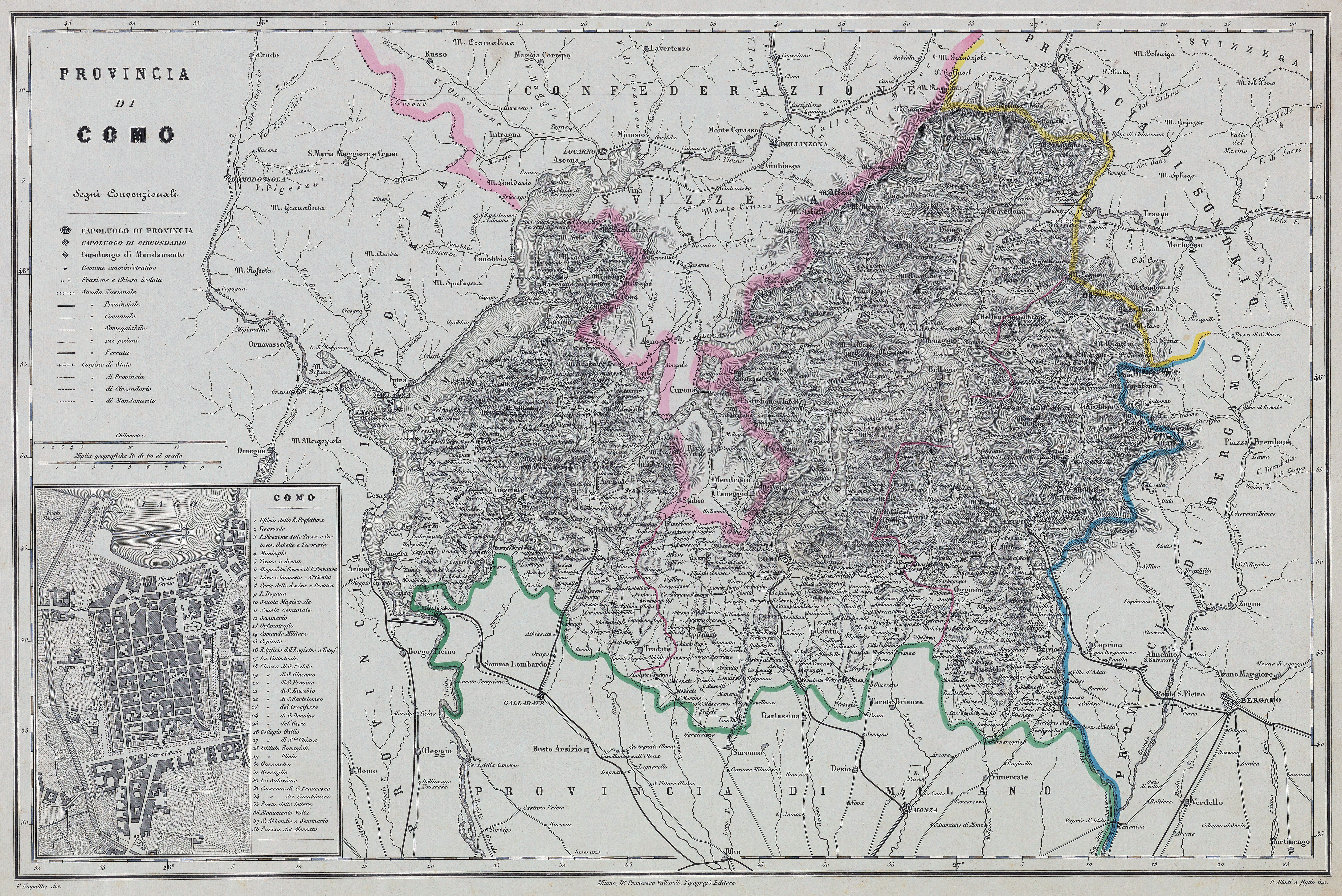
Mappa con indicazione dei confini del circondario di Como nel 1868 circa

Sono qui riportate le conversioni tra le antiche unità di misura in uso nel circondario di Como e il sistema metrico decimale, così come stabilite ufficialmente nel 1877.
Nonostante l'apparente precisione nelle tavole, in molti casi è necessario considerare che i campioni utilizzati (anche per le tavole di epoca napoleonica) erano di fattura approssimativa o discordanti tra loro.

## Misure di lunghezza
| Comuni | Denominazione      | Valore   | Unità |
| --- | ------------------ | -------- | ----- |
| Tutti i comuni | Trabucco di Milano | 2,611110 | m     |
| Tutti i comuni | Piede liprando     | 0,446202 | m     |
| Tutti i Comuni meno Campione d'Intelvi | Braccio di Milano  | 0,594936 | m     |
| Novedrate, Senna Comasco, Cadobago, Caslino al Piano, Lomazzo, Olgiate Comasco, Solbiate, Colico, tutti i comuni dei mandamenti di Como, Bellaggio, Menaggio, Castiglione d'Intelvi, Porlezza, Dongo, Gravedona, meno i comuni di Lubate Abbate, e Campione d'Intelvi | Trabucco comense   | 2,707314 | m     |
| Novedrate, Senna Comasco, Cadobago, Caslino al Piano, Lomazzo, Olgiate Comasco, Solbiate, Colico, tutti i comuni dei mandamenti di Como, Bellaggio, Menaggio, Castiglione d'Intelvi, Porlezza, Dongo, Gravedona, meno i comuni di Lubate Abbate, e Campione d'Intelvi | Piede              | 0,451219 | m     |
| Campione d'Intelvi | Braccio corto      | 0,530000 | m     |
| Campione d'Intelvi | Braccio lungo      | 0,677500 | m     |

II trabucco si divide in 6 piedi, il piede in 12 once, l'oncia in 12 punti, il punto in 12 atomi. Serve di base alle misure agrarie.
Il braccio di Milano si divide in 12 once, l'oncia in 12 punti, il punto in 12 atomi. Negli usi mercantili si divide in metà, terzi, quarti, ecc.
Per le stoffe di seta si adoperava una canna detta erroneamente di Francia, ed uguale a braccia uno, e once 11 1/2 di Milano.

## Misure di superficie
| Comuni | Denominazione             | Valore   | Unità |
| --- | ------------------------- | -------- | ----- |
| Tutti i comuni | Pertica milanese          | 654,5179 | m²    |
| Tutti i comuni eccetto Campione d'Intelvi | Braccio quadrato milanese | 0,353949 | m²    |
| Tutti i comuni eccetto Campione d'Intelvi | Braccio d'asse milanese   | 1,415798 | m²    |
| Novedrate, Senna Comasco, Cadobago, Caslino al Piano, Lomazzo, Olgiate Comasco, Solbiate, Colico, comuni dei mandamenti 1, 2, 3 di Como, eccettuato Lubate Abbate, dei mandamenti di Bellaggio, Menaggio, Porlezza, Dongo, Gravedona, e Castiglione d'Intelvi, meno il Comune di Campione d'Intelvi | Pertica comense           | 703,6367 | m²    |
| Campione d'Intelvi | Braccio quadrato          | 0,280900 | m²    |

La pertica milanese si divide in 24 tavole, come del pari la pertica comense. La tavola di 4 trabucchi quadrati si divide in 12 piedi di tavola, il piede in 12 once di tavola, l'oncia in 12 punti di tavola, il punto in 12 atomi di tavola.
Il braccio quadrato milanese si divide in 12 once, l'oncia in 12 punti, il punto in 12 atomi.
Il braccio d'asse si divide del pari in 12 once, l'oncia in 12 punti, il punto in 12 atomi.
La pertica comense è andata in disuso essendo stata sostituita dalla milanese.

## Misure di volume
| Comuni                                    | Denominazione         | Valore  | Unità |
| ----------------------------------------- | --------------------- | ------- | ----- |
| Tutti i comuni eccetto Campione d'Intelvi | Braccio cubo milanese | 210,577 | L     |

Il braccio cubo si divide in 12 once di braccio cubo, l'oncia in 12 punti di braccio cubo, il punto in 12 atomi di braccio cubo.

## Misure di capacità per gli aridi
| Comuni | Denominazione           | Valore   | Unità |
| --- | ----------------------- | -------- | ----- |
| Novedrate, Senna Comasco, Cadorago, Caslino al Piano, Lomazzo, Olgiate Comasco, Solbiate, Colico, Esino Inferiore, Esino Superiore, Sueglio, Varenna, Tremenico, Vendrogno, Vestreno, e comuni dei mandamenti 1, 2, 3 di Como, di Bellaggio, Porlezza, Menaggio, Castiglione, Dongo, Gravedona, eccettuati i comuni di Lurate Abbate e Campione d'Intelvi | Moggio di Como          | 153,9000 | L     |
| Bellano, Colico, Corenno, Dervio, Dorio, Introzzo, Perledo, Lurate Abbate, comuni dei Mandamene di Erba, Cantù, Appiano, eccettuati i comuni di Novedrate, Senna Comasco, Caslino al Piano, Lomazzo, Olgiate Comasco, Solbiate, Campione d'Intelvi | Moggio di Milano        | 146,2343 | L     |
| Bellano, Colico, Corenno, Dervio, Dorio, Introzzo, Perledo, Lurate Abbate, comuni dei Mandamene di Erba, Cantù, Appiano, eccettuati i comuni di Novedrate, Senna Comasco, Caslino al Piano, Lomazzo, Olgiate Comasco, Solbiate, Campione d'Intelvi | Moggio da carbone colmo | 225,1033 | L     |
| Bellano, Colico, Corenno, Dervio, Dorio, Introzzo, Perledo, Lurate Abbate, comuni dei Mandamene di Erba, Cantù, Appiano, eccettuati i comuni di Novedrate, Senna Comasco, Caslino al Piano, Lomazzo, Olgiate Comasco, Solbiate, Campione d'Intelvi | Moggio da carbone raso  | 221,0453 | L     |
| Campione d'Intelvi | Moggio di Lugano        | 162,2286 | L     |

Il moggio da grano di Como, come quello di Milano e quello di Lugano si dividono in 8 staia, lo staio in 4 quartari, il quartaro in 4 metà, la metà in 4 quartini.
Nove staia di Milano fanno una soma.
Il moggio da carbone di Milano segue la stessa divisione.
Le tavole del 1803 stabiliscono il ragguaglio del Moggio di Como ad ettolitri 1,508651. Studi ed operazioni posteriori di confronto fecero adottare come più vicino al vero il ragguaglio di ettolitri 1,539.
La rettifica fu approvata con decreto 21 dicembre 1860.

## Misure di capacità per i liquidi
| Comuni | Denominazione    | Valore  | Unità |
| --- | ---------------- | ------- | ----- |
| Novedrate, Senna Comasco, Cadorago, Caslino al Piano, Lomazzo, Olgiate Comasco, Solbiate, Colico, comuni dei Mandamenti di Como, Bellaggio, Dongo, Menaggio, Castiglione, Porlezza, Gravedona | Brenta di Como   | 89,8062 | L     |
| Tutti i comuni eccettuato Campione d'Intelvi | Brenta di Como   | 75,5544 | L     |
| Campione d'Intelvi | Brenta di Lugano | 91,0700 | L     |

La brenta di Como si divide in 6 staia, lo staio in 4 quartari, il quartaro in 4 boccali, il boccale in 4 zaine.
La brenta di Milano si divide in 3 staia, lo staio in 4 quartari, il quartaro in 8 boccali, il boccale in 4 zaine.
Nel mandamento di Bellano la brenta di Milano, secondo l'uso di Lecco, si divido in 81 boccali, il boccale in 2 mezzi boccali, il mezzo boccale in 2 bicchieri.
La brenta di Lugano si divide in 96 boccali.

## Pesi
| Comuni | Denominazione            | Valore  | Unità |
| --- | ------------------------ | ------- | ----- |
| Novedrate, Senna Comasco, Cadorago, Caslino al Piano, Lomazzo, Olgiate Comasco, Solbiate, Colico, mandamenti di Como, Bellaggio, Menaggio, Castiglione, Porlezza, Dongo, Gravedona, eccettuali Lurate Abrate, Campione d'Intelvi | Libbra di Como           | 949,986 | g     |
| Novedrate, Senna Comasco, Cadorago, Caslino al Piano, Lomazzo, Olgiate Comasco, Solbiate, Colico, mandamenti di Como, Bellaggio, Menaggio, Castiglione, Porlezza, Dongo, Gravedona, eccettuali Lurate Abrate, Campione d'Intelvi | Libbra grossa di Como    | 791,655 | g     |
| Novedrate, Senna Comasco, Cadorago, Caslino al Piano, Lomazzo, Olgiate Comasco, Solbiate, Colico, mandamenti di Como, Bellaggio, Menaggio, Castiglione, Porlezza, Dongo, Gravedona, eccettuali Lurate Abrate, Campione d'Intelvi | Libbra piccola di Como   | 316,662 | g     |
| Lurate Abbate, mandamenti di Erba, Cantù, Appiano, eccettuali i comuni di Novedrate, Senna Comasco, Cadorago, Caslino al Piano, Lomazzo, Olgiate Comasco, Solbiate, Campione d'Intelvi                                           | Libbra grossa di Milano  | 762,517 | g     |
| Tutti i comuni eccettuato il mandamento di Bellano ed il comune di Campione d'Intelvi | Libbra piccola di Milano | 326,793 | g     |
| Mandamento di Bellano | Libbra grossa di Lecco   | 871,448 | g     |
| Campione d'Intelvi | Libbra di Lugano         | 785,560 | g     |

La libbra di Como, usata esclusivamente per il pane, si divide in 36 once. La libbra grossa di Como in 30 once. La libbra piccola di Como in 12 once, l'oncia in 24 denari, il denaro in 24 grani.
Cento libbre grosse da once 30 fanno un fascio. Dieci delle stesse libbre fanno un peso.
25 libbre piccole da 12 once fanno un rubbo.
La libbra grossa di Milano si divide in 28 once, l'oncia in 24 Denari, il denaro in 24 grani.
Dieci libbre fanno un peso. Cento libbre fanno un fascio.
La libbra piccola di Milano si divide in 12 once, l'oncia in 24 denari, il denaro in 24 grani.
25 libbre piccole fanno il rubbo. Cento libbre piccole fanno il quintale.
La libbra grossa di Lecco si divide in 32 once, l'oncia in 8 ottavi, l'ottavo in 3 denari, il denaro in 24 grani.
Dieci libbre grosse fanno il peso. Cento libbre grosse fanno il fascio.
La libbra di Lugano si divide in 30 once.
Per i medicinali si usava in tutto il circondario la libbra piccola di Milano, e la libbra medica viennese eguale a grammi 420,008.
I gioiellieri ed orefici usavano il marco di zecca eguale a grammi 234,997, ed il carato d'Olanda eguale a grammi 0,20567.

## Territorio
Nel 1874 nel circondario di Como erano presenti 227 comuni divisi in 13 mandamenti.
- Appiano • Appiano, Beregazzo, Binago, Bulgaro Grasso, Cadorago, Carbonate, Caslino al Piano, Castelnuovo Bazente, Cirimido, Fenegrò, Guanzate, Limido, Locate Varesino, Lomazzo, Lurago Marinone, Mozzate, Olgiate Comasco, Oltrona di San Mamette, Rovello, Solbiate, Turate, Veniano
- Bellagio • Bellagio, Careno, Civenna, Lezzeno, Limonta, Nesso, Vassena, Veleso, Zelbio
- Bellano • Bellano, Colico, Corenno Plinio, Dervio, Dorio, Esino Inferiore, Esino Superiore, Introzzo, Perledo, Sueglio, Tremenico, Varenna, Vendrogno, Vestreno
- Cantù • Alzate, Arosio, Brenna, Cabiate, Cantù, Carimate, Carugo, Cremnago, Cucciago, Figino Serenza, Intimiano, Inverigo, Mariano Comense, Novedrate, Romanò Brianza, Senna Comasco, Villa Romanò
- Castiglione d'Intelvi • Blessagno, Campione, Casasco d'Intelvi, Castiglione d'Intelvi, Cerano d'Intelvi, Dizzasco, Laino, Lanzo d'Intelvi, Pellio di Sopra, Ponna, Ramponio, San Fedele, Scaria, Schignano, Verna
- Como I • Como
- Como II • Albate, Blevio, Breccia, Brienno, Brunate, Camerlata, Camnago Volta, Capiago, Carate Lario, Cavallasca, Cernobbio, Civiglio, Laglio, Lemna, Lipomo, Maslianico, Molina, Moltrasio, Monte Olimpino, Montorfano, Palanzo, Piazza Santo Stefano, Pognana, Ponzate, Rebbio, Rovenna, Solzago, Tavernerio, Torno, Urio, Vergosa
- Como III • Albiolo, Asnago, Bernate di Como, Bizzarone, Bregnano, Bulgorello, Cagno, Camnago di Uggiate, Casanova, Casnate, Cassina Rizzardi, Caversaccio, Cermenate, Civello, Drezzo, Fino Mornasco, Gaggino, Gironico, Grandate, Lucino, Luisago, Lurate Abbate, Maccio, Minoprio, Montano Comasco, Parè, Rodero, Ronago, Rovellasca, Trevano, Uggiate, Vertemate
- Dongo • Consiglio di Rumo, Cremia, Dongo, Garzeno, Germasino, Musso, Pianello del Lario, Rezzonico, San Siro, Sant'Abbondio, Stazzona
- Erba • Albese, Alserio, Anzano del Parco, Arcellasco, Buccinigo, Carcano, Casletto, Cassano Albese, Colciago, Costa Masnaga, Crevenna, Erba, Fabbrica Durini, Incino, Lambrugo, Lezza, Lurago d'Erba, Merone, Moiana, Monguzzo, Nibionno, Orsenigo, Parravicino, Ponte Lambro, Rogeno, Vill'Albese
- Gravedona • Bugiallo, Domaso, Dosso del Livo, Gera, Gravedona, Livo, Montemezzo, Peglio, Sorico, Traversa, Trezzone, Vercana
- Menaggio • Argegno, Bene Lario, Breglia, Colonno, Croce, Grandola, Griante, Grona, Lenno, Loveno sopra Menaggio, Menaggio, Mezzegra, Ossuccio, Pigra, Plesio, Sala Comacina, Tremezzo
- Porlezza • Albogasio, Buggiolo, Carlazzo, Castello Valsolda, Cavargna, Cima, Claino, Corrido, Cressogno, Cusino, Dasio, Drano, Gottro, Piano Porlezza, Porlezza, Puria, San Bartolomeo Val Cavargna, San Nazzaro Val Cavargna, Seghebbia, Tavordo